# Henry Allard
Karl Åke Henry Allard, född 21 november 1911 i Örebro, död 23 oktober 1996 i Örebro, var en svensk politiker (socialdemokrat). Han var talman i andra kammaren 1969–1970 och i enkammarriksdagen 1971–1979.

## Biografi
Henry Allard var son till metallarbetaren Hjalmar Allard från Svennevads socken, och Nelly, född Ljungqvist från Örebro. Han var bror till Folke Allard samt farfar till lokalpolitikern i Örebro Markus Allard.
Allard var stadsfullmäktigeledamot 1938–1954, riksdagsledamot 1943–1979 (andra kammaren 1943–1970), talman i andra kammaren 1969–1970 och i enkammarriksdagen 1971–1979. Han omvaldes som talman 1976 trots borgerlig valseger.
Allard var ordförande i Örebro läns landsting 1958–1973 och ordförande i dess förvaltningsutskott 1964–1970.
Allard var ordförande i Riksidrottsförbundets beslutande organ Riksidrottsstyrelsen 1959–1969. Efter Henry Allards död beslutade Örebro kommun att byta namn på den gamla Centralparken i Örebro till Henry Allards park.
Henry Allard är begravd på Längbro kyrkogård i Örebro.